# 2004년 러시아-벨라루스 에너지 분쟁

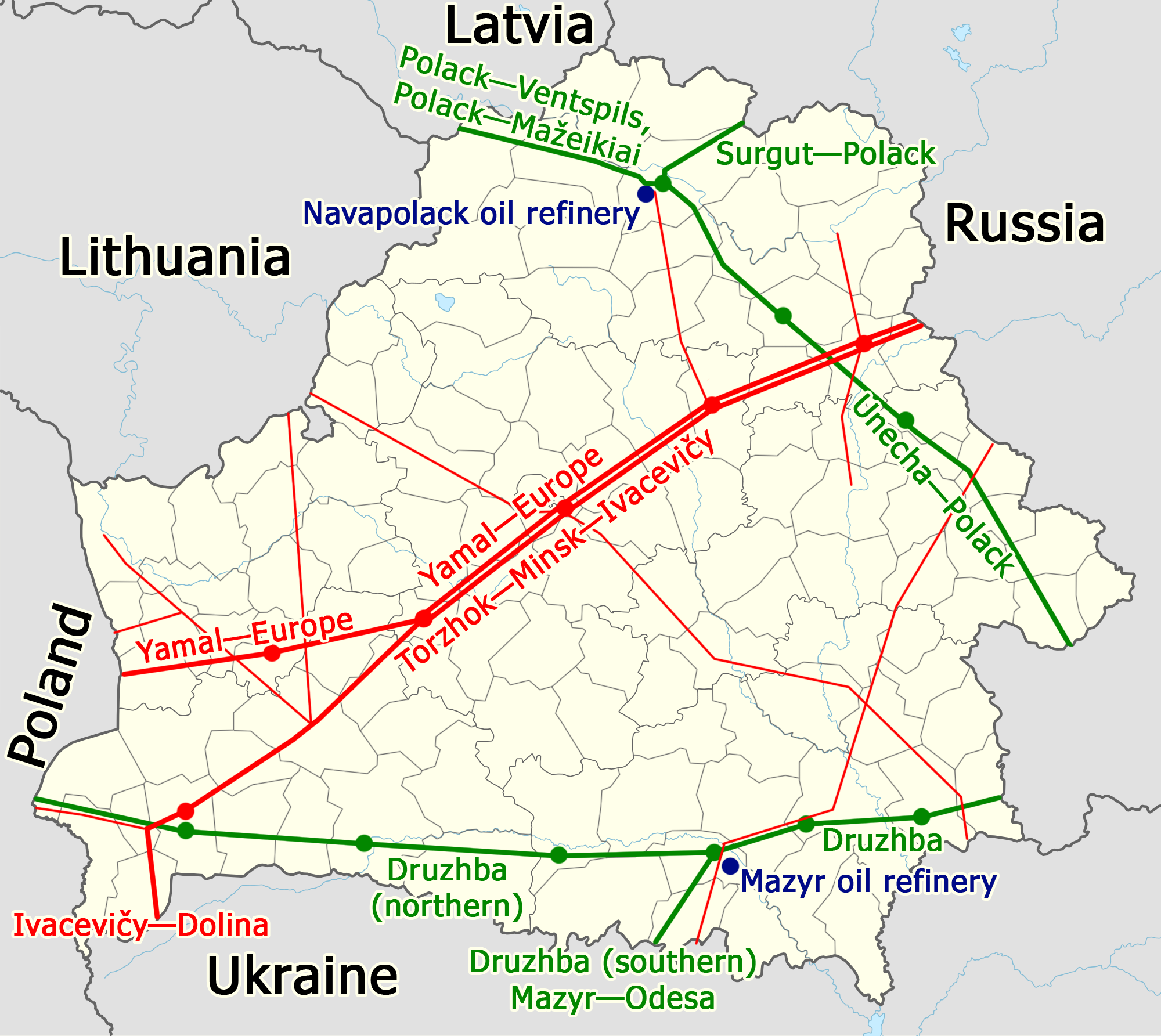
벨라루스의 주요 석유 및 가스 파이프라인을 보여주는 지도.

2004년 러시아-벨라루스 에너지 분쟁은 2004년 1월 격화된 러시아와 벨라루스 간의 상업적 및 외교적 분쟁이었다. 벨라루스는 러시아와 매우 가깝고 연맹을 형성하고 있어, 러시아로부터 가스를 매우 저렴한 가격에 구매할 수 있었다. 1990년대 후반 블라디미르 푸틴이 러시아의 대통령으로 취임한 이후, 러시아의 대외 정책이 지정학에서 벗어나 실용성과 경제성을 추구하게 되었고, 이로 인해 가스프롬은 벨라루스의 파이프라인을 통제함으로서 유럽으로의 가스 운송에 대한 신뢰성을 확보하려고 하였다. 벨라루스는 최초에 파이프라인의 50%를 매각하기로 합의하였으나, 가격에 대한 합의가 이루어지지 않자, 벨라루스는 계약을 파기하였다. 가스프롬은 가격 인상을 요구했고, 벨라루스가 이를 거부하자, 2004년 1월 1일부터 벨라루스로의 가스 수출을 중단했다. 벨라루스는 유럽으로 향하는 가스를 파이프라인에서 빼냄으로써 대응하였으며, 2월 18일 가스프롬이 벨라루스로 향하는 가스를 완전히 차단하였다. 다른 기업들은 2004년 6월 가스프롬과의 새 계약이 체결될 때까지 단기 계약 형식으로 벨라루스로 가스를 공급했다.

## 배경

### 경제적 배경
가스프롬이 유럽으로 수출하는 가스의 약 20~25% 가량이 벨라루스를 지나갈 정도로, 벨라루스는 러시아 가스 수출의 주요 통로 역할을 하고 있다. 벨라루스를 통과하는 주요 파이프라인 2개는 북극광 파이프라인과 야말-유럽 파이프라인으로, 북극광 파이프라인은 유럽 수출과 벨라루스 국내 공급 역할을 모두 하며 야말-유럽 파이프라인은 순수 수출용이다. 2003년 기준 벨라루스의 에너지 59.9%를 차지할 정도로, 벨라루스의 경제는 가스에 의존하고 있었다. 벨라루스의 전기 대부분도 가스 발전을 통한 것이었다. 2003년 벨라루스의 가스 소모량은 16.66십억 세제곱미터 (588십억 세제곱피트)로, 이 중 벨라루스 국내 생산분은 0.25십억 세제곱미터 (8.8십억 세제곱피트)뿐으로 나머지는 모두 러시아(가스프롬)에서 수입한 것이었다. 정치적인 이유로 인해, 벨라루스는 러시아 국내 가격과 동일한 가격으로 가스를 구매할 수 있었으며, 이는 국제 시가의 4분의 1밖에 되지 않았다. 2003년 1월, 벨라루스의 가스 수입가는 1,000 m3당 $34.37이었다.

### 정치적 배경
1991년 소련의 붕괴 이후, 러시아와 벨라루스 간 관계는 좋게 유지되었다. 러시아는 지정학적, 벨라루스는 경제적 이유로, 두 국가는 정치적 연합을 추진했다. 러시아는 벨라루스의 정치적 합병을 통해 가스 공급의 신뢰성을 확보할 계획이었다. 벨라루스 지도층은 최종적인 연합을 목표로 러시아와의 관계를 가깝게 하였다. 가스 가격 협의는 경제적인 이유보다 정치적인 이유가 주가 되어 체결되었다.
1998년 러시아 금융 위기 이후 두 국가 간의 관계에 변화가 생겼다. 러시아는 자국이 더 이상 초강대국의 야망을 꿈꿀 힘이 없는 것으로 보고, 독립국가연합 국가들과의 관계 중점을 정치에서 경제로 옮겼다. 블라디미르 푸틴이 대통령으로 취임하며 이러한 경향은 가속되었다.
국내에서의 대금 취합 문제로, 벨라루스는 가스 공급사에게 빚을 지게 되었다. 정치적 합병에 대한 의견 충돌이 증가하자, 가스프롬은 벨라루스의 빚이 향후 벨라루스 파이프라인을 확보하는 것의 이익을 감소시킨다 보고, 가스 공급의 안정성을 확보하기 위해 벨라루스와 합작투자를 계획했다.

## 2004년 분쟁
2002년 4월 체결된 정부 간 합의에 따라, 벨라루스는 벨라루스 파이프라인을 관리하는 회사인 벨트랜스가스의 지분 50%를 가스프롬에게 매각하기로 약속하였다. 합의에는 벨라루스의 가스 가격을 러시아 국내 가격과 5년 간 동등하게 맞추기로 한다는 내용도 담겨 있었다. 계약에는 벨트랜스가스의 매각 가격을 명시하지 않았다. 벨라루스는 약 50~60억 달러를 예상했으나, 가스프롬은 5억~6억 달러를 제시했다. 이후 벨라루스의 대통령 알렉산드르 루카셴코가 최저선으로 25억 달러를 제시했으나 가스프롬이 거부하였다. 가스프롬은 가스를 저렴한 가격에 공급하는 합의가 깨졌다 보고, 러시아 정부의 지원을 얻어, 가격을 인상하기로 결정하였다.
가스프롬은 2004년까지 합의가 이루어지지 않을 경우, 가격을 1,000 3당 $30에서 $50으로 올릴 것이라고 발표하였다. 벨라루스는 이를 거부하였고, 2004년 1월 1일 가스프롬은 북극광 파이프라인으로의 가스 공급을 중단했다. 벨라루스는 다른 가스 공급사인 이테라나 트랜스나프타와 단기 계약을 맺는 방법으로 대응하였다. 2월 18일, 기업들이 추가 계약 체결을 거부하였고, 벨라루스의 전기 생산은 가스에 의존하고 있었기 때문에, 추운 겨울이라는 특성상 상황이 심각해졌다. 가스 공급이 중단된 이후 벨라루스는 가스프롬의 동의 없이 야말-유럽 파이프라인에서 가스를 빼내기 시작했다. 이로 인해 2월 18일 18:00(MSK)에 가스프롬은 벨라루스로 향하는 모든 파이프라인의 가스 공급을 중단했다. 독일은 수입량 대부분이 우크라이나로 들어왔기 때문에 큰 타격이 없었지만, 폴란드는 더 심각한 문제를 겪었다. 칼리닌그라드주로의 공급 또한 차질이 생겼다. 벨라루스는 트랜스나프타와 1,000 3당 $46.68의 가격으로 새 단기 계약을 체결하는 데 성공했고, 이를 통해 가스프롬은 2월 19일 자정 경 가스 공급을 재개했다. 벨라루스는 6월까지 비슷한 계약을 연달아 맺었으며, 6월 벨라루스와 가스프롬은 1,000 3당 $46.68로 합의를 맺는 데 성공하였다.
2004년 중반, 러시아와 벨라루스 간 정치적 관계가 개선되었고, 이를 통해 벨라루스와 가스프롬 간의 새 계약이 체결되었으며, 벨트랜스가스의 가격을 결정하기 위해 외부의 자문을 받기로 합의하였다.

## 적용
2004년 분쟁을 통해 벨라루스의 경제가 러시아와 가스프롬에 의존하고 있다는 관점을 강화하였으나, 벨라루스가 영향이 큰 수단을 가지고 있음 또한 드러났다. 2007년 러시아-벨라루스 에너지 분쟁 이후, 가스프롬은 벨트랜스가스 인수에 2004년 제시한 가격의 몇 배에 달하는, 25억 달러를 지불하기로 합의하였다. 2004년 분쟁을 통해 가스프롬의 유럽으로의 공급 안정성이 다시금 문제가 되었으며, 신뢰도 문제를 해결하지 못했다는 점 또한 주목받았다.

## 같이 보기
- 2007년 러시아-벨라루스 에너지 분쟁
- 우유 전쟁